# Јова Мијатовић (филм)
Јова Мијатовић је документарни филм Пурише Ђорђевића из 1964. године. Сценарио за филм су писали Драгош Симовић и Пуриша Ђорђевић.
Филм се бави личношћу и свакодневним животом народног љекара и таравара са Романије Јове Мијатовића. Снимљен је на Јовином имању у селу Загајеви.

## Улоге
| Глумац         | Улога          |
| -------------- | -------------- |
| Главне улоге   |                |
| Јово Мијатовић | Јова Мијатовић |